# Sean Teale
Sean Teale, né le 18 juin 1992 à Londres, est un acteur britannique. 
Il est connu pour son rôle de Nicholas « Nick » Levan dans la troisième génération de la série télévisée Skins (2011-2012) ainsi que pour celui du prince Louis de Condé dans la deuxième saison de Reign (2014-2015).

## Biographie
Sean Teale est né le 18 juin 1992 à Londres. Il a des origines vénézueliennes, espagnoles et galloises. Il a étudié à la Latymer Upper School à Londres où il pratiquait le rugby et le football.

### Vie privée
De 2014 à 2016, il était en couple avec l'actrice Adelaide Kane qu'il a rencontré sur le tournage de Reign : Le Destin d'une reine. Il fréquente ensuite l'actrice Phoebe Dynevor durant l'année 2017.  
Depuis 2018, il est en couple avec la productrice Jelly Gould.

## Carrière
Il débute à la télévision en 2010 dans la série Summer in Transylvania.
En 2011, dans le court métrage Sergeant Slaughter, My Big Brother, réalisé par Greg Williams avec Tom Hardy. La même année, il est présent dans la série anglaise Skins.
De 2014 à 2015, il incarne Louis Condé dans la série Reign : Le Destin d'une reine. Toujours en 2015, il joue aux côtés de Rebecca Ferguson, Morena Baccarin et Iain Glen dans la mini-série La Fille du désert.
En 2016, il tient l'un des rôles principaux de la série Incorporated, mais la série est annulée après une saison.
En 2017, il intègre le casting de The Gifted, une série inspirée de l'univers des X-Men diffusée sur la Fox. Il y interprète le rôle de Marcos Diaz, alias Eclipse, un mutant capable de convertir la lumière en rayons d'énergie, qui fait partie d'un groupe de mutants rebelles et traqués. 

## Filmographie

### Cinéma

#### Longs métrages
- 2014 : We Are the Freaks de Justin Edgar : Chunks
- 2015 : Survivor de James McTeigue : Alvin Murdock
- 2017 : B&B de Joe Ahearne : Fred
- 2022 : Rosaline de Karen Maine : Dario
- 2024 : La Mère de la mariée (Mother of the Bride) de Mark Waters : R. J.

#### Courts métrages
- 2011 : Sergeant Slaughter, My Big Brother de Greg Williams : Derek
- 2015 : Graduation Afternoon de Calum Chalmers : Bruce Hope
- 2016 : The Dark Side of the Sun de Samantha Michelle : Logan
- 2020 : Spanish Pigeon de Stefan J Fideli : Richie

### Télévision

#### Séries télévisées
- 2010 : Summer in Transylvania : Brad
- 2011 - 2012 : Skins : Nicholas "Nick" Levan
- 2013 : La Bible (The Bible) : Ramsès jeune
- 2014 : Mr Selfridge : Franco
- 2014 - 2015 : Reign : Le Destin d'une reine (Reign) : Louis Condé
- 2015 : La Fille du désert (The Red Tent) : Prince Shalem
- 2016 - 2017 : Incorporated : Ben Larson / Aaron
- 2017 - 2018 : Voltron, le défenseur légendaire (Voltron : Legendary Defender) : Roi Alfor (voix)
- 2017 - 2019 : The Gifted : Marcos Diaz / Eclipse
- 2020 : Her Voice (Little Voice) : Ethan
- 2023 : Who is Erin Carter : Jordi
- 2024 : Doctor Odyssey : l'infirmier Tristan Silva

#### Téléfilm
- 2013 : Yétis : Terreur en montagne (Deadly Descent) de Marko Mäkilaakso : Erlander

### Jeux vidéo
- 2009 : League of Legends : Viego (voix)
- 2020 : Legends of Runeterra : Viego (voix)
- 2021 : Ruined King : A League of Legends Story : Viego (voix)
- 2022 : Xenoblade Chronicles 3 : Bolearis (voix anglaise)

## Voix françaises
| - Jim Redler dans : - Skins (série télévisée) - Reign : Le Destin d'une reine (série télévisée) - Rosaline - Who Is Erin Carter ? (en) (mini-série) - La Mère de la mariée - Nicolas Dangoise dans : - La Fille du désert (mini-série) - Survivor | Et aussi - Jean-Rémi Tichit dans Yétis : Terreur en montagne (téléfilm) - Benoît Lemaire dans Mr Selfridge (série télévisée) - Adrien Larmande dans Incorporated (série télévisée) - Hugo Brunswick dans The Gifted (série télévisée) - Marc Arnaud dans Her Voice (série télévisée) - Franck Lorrain dans Doctor Odyssey (série télévisée) |